# Битва за хребет Эдсона
Битва за хребет Эдсона (англ. Battle of Edson's Ridge) — сражение между армией Японии и войсками союзников, произошедшее 12—14 сентября 1942 года на острове Гуадалканал архипелага Соломоновы острова и ставшее вторым из трёх крупных японских сухопутных наступлений во время Гуадалканальской кампании.
В сражение, морская пехота США под командованием генерал-майора Александера Вандегрифта успешно отразила атаку 35-й японской пехотной бригады под командованием генерала-майора Киётакэ Кавагути. Морские пехотинцы обороняли периметр Лунга и защищали аэродром Хендерсон-Филд на Гуадалканале, который был захвачен у японцев войсками Союзников во время высадки на Гуадалканале 7 августа 1942 года. Подразделение Кавагути было отправлено на Гуадалканал в ответ на высадку Союзников с задачей отбить аэродром и сбросить войска Союзников с острова.
Недооценив численность противника на Гуадалканале, которая насчитывала 12 000 человек, 6000 солдат Кавагути провели несколько ночных атак на американские позиции. Главным направлением атаки был выбран горный хребет, протянувшийся к югу от Хендерсон-Филд, безопасность с этой стороны обеспечивали несколько подразделений морской пехоты, преимущественно из 1-го рейдерского и 1-го парашютного батальонов под командованием подполковника Мерритта Эдсона. Несмотря на то, что оборона была почти прорвана, атака Кавагути была отражена с большими потерями для японцев.
В связи с тем, что в основном тяжесть обороны хребта легла на подразделение Эдсона, хребет в исторических работах западных историков об этом сражении получил название «хребет Эдсона». После сражения за хребет Эдсона японцы продолжили наращивать контингент на Гуадалканале для последующих наступлений на Хендерсон-Филд, что повлияло на ведение наступательных операций японцами в других регионах Океании.

## Военно-оперативная ситуация

### Гуадалканальская кампания
7 августа 1942 года войска союзников (в основном США) высадились на островах Гуадалканал, Тулаги и Флоридских островах. Высадка Союзников была осуществлена с целью помешать Японии использовать острова как военные базы для угрозы путям снабжения между США и Австралией. К тому же она планировалась как отправная точка в кампании с конечной целью изоляции основной японской базы в Рабауле. Операция также оказала поддержку союзников в кампаниях на Новой Гвинее. Высадка положила начало в шестимесячной кампании на Гуадалканале.
Неожиданно для японских войск на рассвете 8 августа их атаковали войска Союзников, главным образом американская морская пехота, высадившаяся на Тулаги и ближайших небольших островах, а также у строящегося японского аэродрома у мыса Лунга на Гуадалканале (позднее достроенного и названного Хендерсон-Филд). Вандегрифт разместил 11 000 солдат под своим командованием на Гуадалканале в замкнутом периметре вокруг мыса Лунга.
12 августа аэродром получил название Хендерсон-Филд в честь майора Лофтона Хендерсона, лётчика морской пехоты, погибшего в сражении при Мидуэе. Самолётов и пилотов, которые стали базироваться на Хендерсон-Филд, стали называть «ВВС Кактус» по кодовому названию Союзниками Гуадалканала.

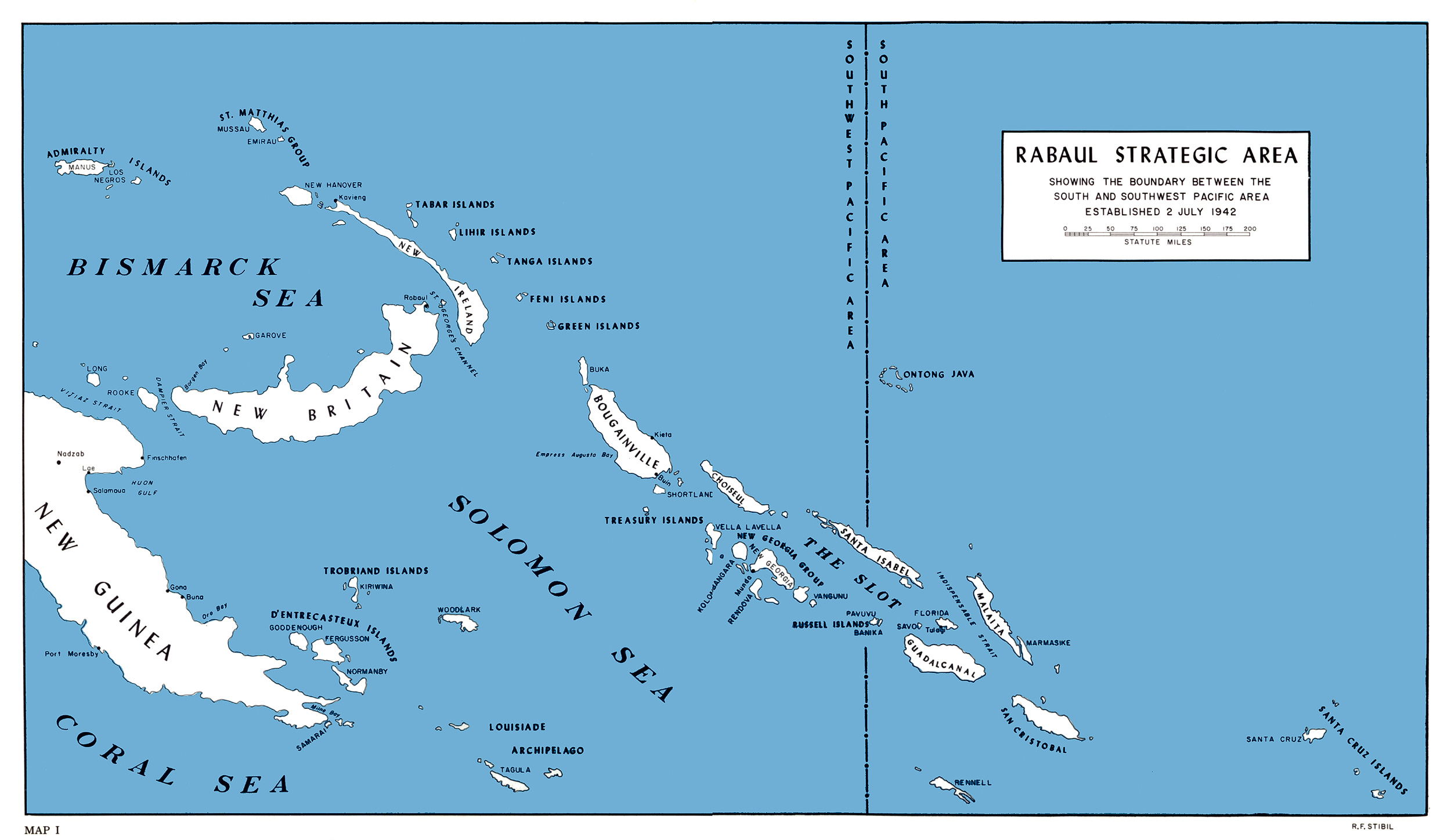
Соломоновы острова, южная часть Тихого океана. Японская база в Рабауле наверху слева. Гуадалканал (внизу справа) находится в юго-восточном конце пролива «Слот».

В ответ на высадку Союзников на Гуадалканале, Генеральный штаб Вооружённых сил Японии отправил 17-ю армию, корпус со штаб-квартирой в Рабауле под командованием генерал-лейтенанта Харукити Хякутакэ, поставив задачу вернуть Гуадалканал. К этому моменту 17-я армия, задействованная в японской кампании в Новой Гвинее, располагала только несколькими подразделениями для переброски на Южные Соломоновы острова. Из этих числа доступных подразделений была 35-я пехотная бригада под командованием генерала-майора Киётакэ Кавагути, расквартированная в Палау, 4-й (Аоба) пехотный полк, находящийся на Филиппинах и 28-й (Итики) пехотный полк под командованием полковника Киёнао Итики, который направлялся в Японию с Гуама. Эти подразделения немедленно начали перебрасываться на Гуадалканал, но полк Итики, который находился ближе всего, прибыл первым. Подразделение Итики «Первый элемент», состоящий из 917 солдат, высадился с эсминцев у мыса Тайву (9°24′38″ ю. ш. 160°20′56″ в. д.) в 18 милях (29 км) к востоку от периметра Лунга 19 августа.
Недооценив силы контингента Союзников на Гуадалканале, подразделение Итики ранним утром 21 августа пошло во фронтальную ночную атаку на позиции морских пехотинцев у бухты Аллигатор на восточной стороне периметра Лунга. Атака Итики была отражена с большими потерями для атакующих, и сегодня известна как бой у реки Тенару. Все японские солдаты, кроме 128 из первоначальных 917 человек подразделения Итики «Первый элемент», погибли в бою. Спасшиеся вернулись к мысу Тайву и сообщили штабу 17-й армии о поражении, после чего было принято решение о высылке дополнительных подкреплений и приказов из Рабаула.

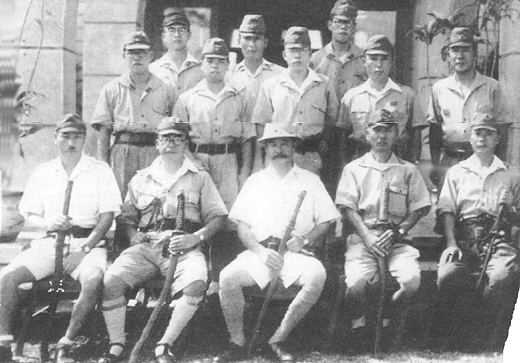
Японский генерал-майор Киётакэ Кавагути (сидит в центре) на групповой фотографии штаба его бригады в Палау незадолго до отправи на Гуадалканал.

23 августа подразделение Кавагути прибыло на Трук, где было погружено на медленные транспортные суда для последнего отрезка пути на Гуадалканал. Однако в связи с уроном, нанесённым самолётами Союзников отдельному войсковому конвою во время сражения у восточных Соломоновых островов, японцы приняли решение не доставлять войска Кавагути на Гуадалканал медленными транспортами; вместо этого суда с солдатами Кавагути были отправлены в Рабаул. Из Рабаула японцы планировали доставить солдат Кавагути на Гуадалканал эсминцами, которые базировались на Шортлендских островах. Японские эсминцы обычно делали рейс к Гуадалканалу и обратно по проливу «Слот» в течение одной ночи, минимизируя возможности воздушных атак Союзников. Тем не менее, большая часть тяжёлых вооружений и снабжения, в том числе тяжёлая артиллерия, автомобили, продовольствие и обмундирование не могли попасть на Гуадалканал таким путём. Эта скоростная доставка военными кораблями имела место в течение всей кампании на Гуадалканале и получила название «Токийский экспресс» у союзников и «Крысиная транспортировка» у японцев. Японцы контролировали воды вокруг Соломоновых островов в тёмное время суток и не боялись в это время боевых столкновений с Союзниками. Тем не менее, любой японский корабль в радиусе действия авиации Хендерсон-Филд (около 300 километров или 200 миль) в дневное время находился в большой опасности в связи с возможной воздушной атакой. Эта «курьёзная тактическая ситуация» продолжалась несколько месяцев.

### Переброска войск
28 августа 600 солдат Кавагути были погружены на эсминцы Асагири, Амагири, Югири и Сиракумо, входившие в 20-й дивизион эсминцев (DD20). В связи с нехваткой топлива эсминцы DD20 не могли сделать полный рейс на Гуадалканал и обратно на полной скорости в течение одной ночи, в связи с этом корабли отправились раньше обычного днём, что должно было позволить вернуться к следующему утру на меньшей скорости, сэкономив топливо. В 18:05 того же дня 11 американских пикировщиков из 232 истребительной эскадрильи морской пехоты под командованием подполковника Ричарда Мангрума, летевшие с Хендерсон-Филд, обнаружили и атаковали конвой DD20 в 110 километрах (70 миль) к северу от Гуадалканала, затопив Асагири и тяжело повредив Югири и Сиракумо. Амагири взял Сиракумо на буксир, и три эсминца вернулись на Шортлендские острова, не выполнив задачу. При атаке DD20 погибло 62 солдата Кавагути и 94 члена экипажа.

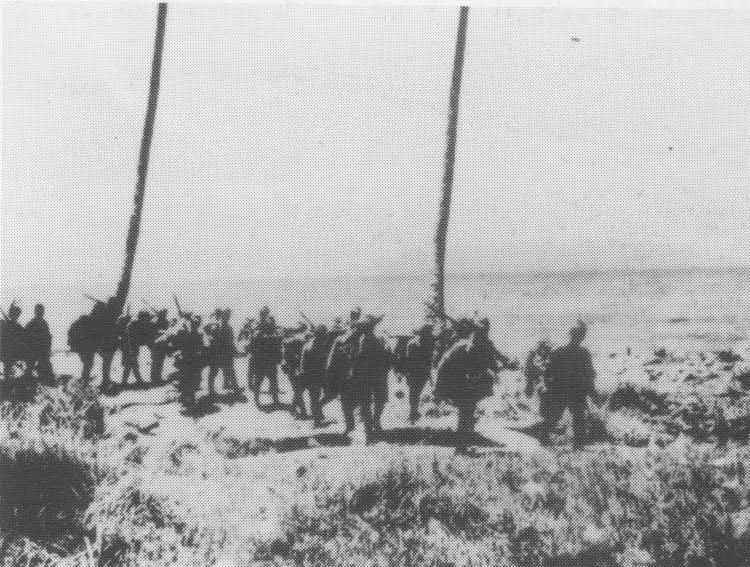
Японские солдаты из полка «Аоба» идут по берегу Гуадалканала вскоре после высадки в первой неделе сентября 1942 года.

Последующие рейсы «Экспресса» были более успешными. Между 29 августа и 4 сентября японские лёгкие крейсеры, эсминцы и патрульные катера смогли доставить почти 5 000 солдат на мыс Тайву, в том числе всю 35-ю пехотную бригаду, один батальон полка «Аоба» и оставшуюся часть полка Итики. Генерал Кавагути, который прибыл на мыс Тайву 31 августа рейсом Экспресса, стал главнокомандующим всеми японскими солдатами на Гуадалканале. В ночь с 4 на 5 сентября все три эсминца Экспресса Юдати, Хацуюки и Муракумо, готовившиеся обстрелять аэродром Хендерсон-Филд после высадки войск, обнаружили и затопили два маленьких американских корабля, старых быстроходных транспортных корабля-эсминца (морская пехота США называла их аббревиатурой «APD») Литтл и Грегори, которые использовались войсками Союзников для перебросок солдат между Гуадалканалом и Тулаги.
Несмотря на успехи ночных доставок эсминцами, Кавагути настаивал, чтобы как можно больше солдат было доставлено на Гуадалканал медленными баржами. В результате конвой, перевозящий 1 100 его солдат и тяжёлое вооружение на 61 баржах, главным образом из 2-го батальона 124-го пехотного полка под командованием полковника Акино́сукэ Оки прибыл на северный берег острова Санта-Исабель 2 сентября. 4 и 5 сентября самолёты с Хендерсон-Филд атаковали конвой барж, убив около 90 солдат на баржах и уничтожив большую часть тяжёлого вооружения подразделения. Большая часть из оставшихся 1 000 солдат смогла высадиться у Камимбо (9°15′32″ ю. ш. 159°40′18″ в. д.) к западу от периметра Лунга через несколько дней. 7 сентября Кавагути имел в своём распоряжении 5 200 солдат на мысе Тайву и 1 000 к западу от периметра Лунга. Кавагути был уверен, что имеет достаточно сил, чтобы нанести поражение войскам союзников, противостоящим ему, и отклонил предложение 17-й армии о доставке дополнительного батальона для усиления своего контингента. Кавагути считал, что численность морских пехотинцев на Гуадалканале составляет всего около 2 000 человек.

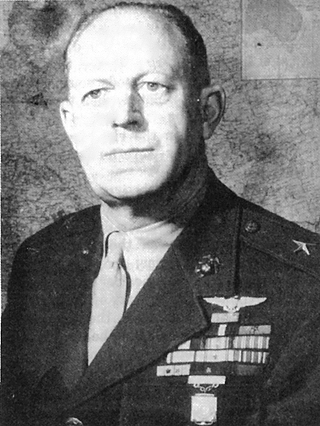
Мерритт А. Эдсон, командовавший 1-м рейдерским батальоном морской пехоты во время сражения.

В это же самое время Вандегрифт продолжал получать подкрепления и снабжение, которые помогали ему усиливать оборону периметра Лунга. С 21 августа по 3 сентября от перевёз три батальона морских пехотинцев, включая 1-й рейдерский батальон под командованием подполковника Мерритта А. Эдсона (рейдеры Эдсона), и 1-й парашютный батальон с Тулаги и Гавуту на Гуадалканал. Эти подразделения добавили 1 500 солдат к первоначальным 11 000 Вандегрифта, защищающим Хендерсон-Филд. 1-й парашютный батальон, который понёс большие потери в битве за Флоридские острова в августе, был передан под командование Эдсона.

## Ход сражения

### Перед боем
Кавагути назначил дату наступления на периметр Лунга на 12 сентября и направился со своими войсками на запад от мыса Тайву к мысу Лунга 5 сентября. Он радировал 17-й армии и запросил начать авианалёты на Хендерсон-Филд с 9 сентября, а 12 сентября подвести военные корабли к мысу Лунга, чтобы «уничтожить всех американцев, которые попытаются уплыть с острова.» 7 сентября Кавагути огласил свой план наступления, задачей которого было «разбить и уничтожить врага в окрестностях аэродрома на острове Гуадалканал.» Планом Кавагути предусматривалось, что его силы будут разбиты на три части, которые подойдут к периметру Лунга и пойдут во внезапную ночную атаку. Солдаты Оки должны были атаковать периметр с запада, Второй эшелон Итики, переименованный в батальон «Кума» («Медведь»), должен был атаковать с востока. Основная атака должна была быть главными силами Кавагути, насчитывающими 3 000 человек в трёх батальонах, с южной части периметра Лунга. 7 сентября большая часть солдат Кавагути отправилась в путь от Тайву по направлению к мысу Лунга по береговой линии. Около 250 японских солдат остались охранять базу снабжения бригады на мысе Тайву.

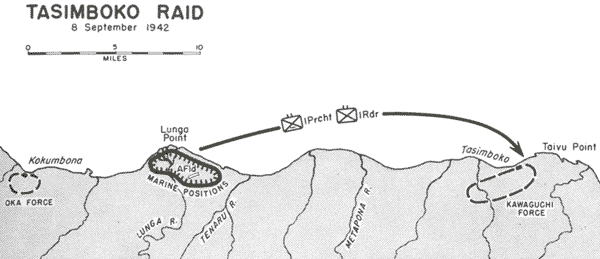
Карта рейда Эдсона на Тасимбоко.

Тем временем разведчики из местных жителей, которыми руководили британские должностные лица и офицер сил самообороны Британского Протектората Соломоновых островов Мартин Клеменс, сообщили морским пехотинцам о японский войсках на Тайву недалеко от деревни Тасимбоко, в 17 милях (27 км) к востоку от Лунга. Эдсон возглавил рейд против японских войск на Тайву. Транспорты-эсминцы МакКин и Мэнли и два патрульных катера перебросили 813 солдат Эдсона на Тайву за две ходки. Эдсон и первая волна его солдат из 501 человек высадился у Тайву 8 сентября в 05:20 (по местному времени). При поддержке самолётов с Хендерсон-Филд и артиллерийского огня с транспортов-эсминцев солдаты Эдсона атаковали деревню Тасимбоко, но были остановлены обороняющимися японцами. В 11:00 высадилась вторая партия солдат Эдсона. Вместе с подкреплением и дополнительной поддержкой самолётов с Хендерсон-Филд подразделение Эдсона вошло в деревню. Японские солдаты, решив, что основные силы Союзников ещё в пути и наблюдая конвой кораблей снабжения Союзников, направляющийся к мысу Лунга, отступили в джунгли, потеряв убитыми 27 человек. Погибли также два морских пехотинца
В Тасимбоко солдаты Эдсона обнаружили базу снабжения войск Кавагути, в том числе большие запасы продовольствия, боеприпасов и медикаментов, а также коротковолновое радио. Морские пехотинцы захватили документы, оружие и продовольствие, уничтожили всё остальное и вернулись в периметр Лунга в 17:30. Количество продовольствия и изучение захваченных японских документов свидетельствовали о нахождении на острове не менее 3 000 японских солдат, которые, очевидно, планировали наступление.

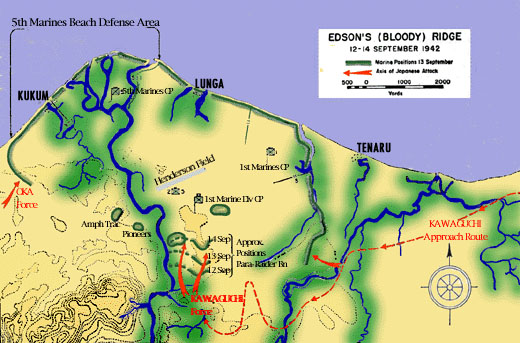
Карта периметра Лунга на Гуадалканале, показаны маршруты подхода японских сил и направления японских атак во время боя. Ока атаковал с запада (слева), батальон «Кума» с востока (справа) и главные силы атаковали «хребет Эдсона» внизу в центре карты.

Эдсон и полковник Джеральд С. Томас, офицеры, командующие подразделениям Вандегрифта, полагали, что направлением японской атаки должен стать хребет Лунга, узкий, травянистый, длиной около километра, хребет кораллового происхождения, параллельный реке Лунга к югу от Хендерсон-Филд. Хребет создавал естественный путь подхода к аэродрому, доминировал над окружающей территорией и был практически незащищён. Эдсон и Томас пытались убедить Вандегрифта перебросить войска для защиты хребта, но Вандегрифт отказал, предполагая, что японцы предпочтут атаковать вдоль берега. В конце концов Томас убедил Вандегрифта, что хребет — хорошее место для рейдеров, которым нужно «отдохнуть» после боевых действий месячной давности. 11 сентября 840 солдат подразделения Эдсона, включая 1-е рейдерский и парашютный батальоны, заняли позиции вокруг и на хребте и приготовились защищать его.
Главные силы Кавагути запланировали атаку периметра Лунга через хребет, который получил у японцев название «многоножка» по его форме. 9 сентября солдаты Кавагути ушли от берега у мыса Коли. Разбившись на три колонны, они пошли через джунгли к местам предстоящей атаки к югу и юго-востоку от аэродрома. Отсутствие хороших карт, неправильные показания минимум одного компаса и плотные, почти непроходимые джунгли заставляли японскую колонну медленно двигаться зигзагом, теряя время. В то же самое время солдаты Оки подошли к периметру Лунга с запада. Ока имел разведданные об оборонительных позициях морских пехотинцев, полученные от пилота американской армии, захваченного в плен 30 августа.
В течение 12 сентября солдаты Кавагути пробирались через джунгли к месту встречи перед ночными атаками. Кавагути планировал, что все три батальона главных сил соберутся в 14:00, однако они слишком много времени потратили на прохождение джунглей и прибыли к точке сбора только после 22:00. Ока также остановил своё продвижение к линиям обороны морской пехоты с западной стороны. Только батальон Кума доложил о прибытии на место вовремя. Несмотря на проблемы с приходом на запланированные позиции для атаки, Кавагути был уверен относительно своего плана атаки, так как попавший в плен американский пилот сообщил, что хребет является самым слабым звеном обороны морской пехоты. Японские бомбардировщики атаковали хребет днём 11 и 12 сентября, нанеся некоторый урон, в том числе убив двух человек.

### Первый ночной бой

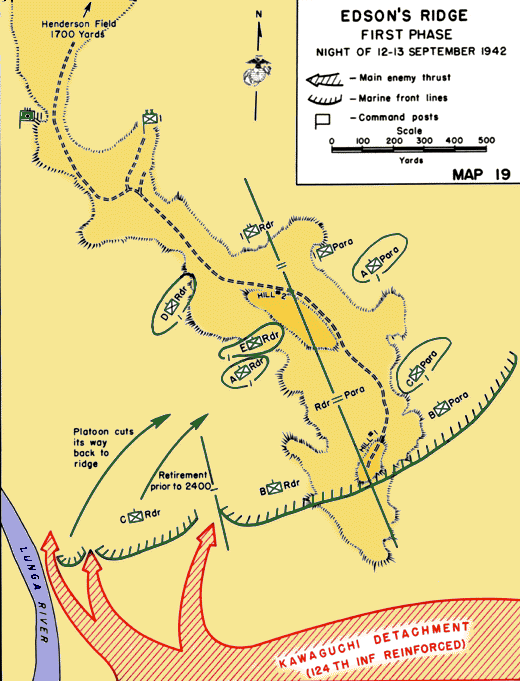
Бои 12 сентября. Японский батальон майора Кокусё заставил роту C рейдеров отойти к хребту.

Американцы узнали о подходе японских сил из донесений разведчиков-местных жителей и собственных патрулей, но не было конкретно известно когда и где они перейдут в наступление. Хребет, который защищали солдаты Эдсона, состоял из трёх отдельных высот. Южный пик хребта, окружённый с трёх сторон джунглями, получил название Высота 80 (так как его высота над уровнем моря составляла 80 футов (24 м)). Через шестьсот ярдов к северу была расположена Высота 123 (высотой 123 фута (37 м)), которая доминировала над хребтом. Самый северный холм был безымянным, его высота составляла 60 футов (18 м). Эдсон разместил пять рот батальона рейдеров с западной стороны хребта, а три батальона парашютистов с восточной, расположив позиции вглубь от Высоты 80 до Высоты 123. Две из пяти рот рейдеров, «B» и «C», удерживали линию между хребтом, болотистой лагуной и рекой Лунга. Пулемётные команды роты «E», роты тяжёлого вооружения, были распределены вдоль всей линии обороны. Эдсон разместил свой командный пункт на Высоте 123.
12 сентября с 21:30 японский крейсер Сэндай и три эсминца обстреливали периметр Лунга в течение 20 минут и осветили хребет прожектором. Японская артиллерия начала обстреливать позиции морской пехоты, но ущерб был незначителен. В то же самое время рассредоточенные группы солдат Кавагути начали перестрелку с морскими пехотинцами вокруг хребта. 1-й батальон Кавагути под командованием майора Юкити Кокусё, атаковал роту «C» рейдеров между лагуной и рекой Лунга, пройдя как минимум один взвод и заставив роту морской пехоты отойти к хребту. Подразделение Кокусё начало смешиваться с солдатами 3-го батальона Кавагути, которым командовал подполковник Кусукити Ватанабэ, который всё ещё стремился занять своё положение среди атакующих, и в результате неразбериха фактически остановила японское наступление на хребет этой ночью. Кавагути, который испытывал большие проблемы с определением места своего расположения относительно линий обороны морской пехоты и с управлением атаками своих солдат, позднее отмечал: «Из-за дьявольских джунглей бригада полностью рассредоточилась, и я абсолютно не мог ею командовать. В своей жизни я никогда не чувствовал себя таким растерянным и беспомощным.» Погибло двенадцать морских пехотинцев; японские потери неизвестны, но, возможно, они были несколько больше. Несмотря на то, что батальон Оки с западной стороны и подразделение «Кума» с восточной попытались атаковать позиции морской пехоты этой ночью, они не воспользовались шедшим боем и остановились недалеко от позиций морской пехоты на рассвете.
С первыми лучами солнца 13 сентября самолёты ВВС Кактуса и артиллерия морской пехоты обстреляли пространство к югу от хребта, заставив все японские подразделения отойти и укрыться в ближайших джунглях. Японцы понесли определённые потери, в том числе двух офицеров из батальона Ватанабэ. В 05:50 Кавагути решил перегруппировать свои силы для второй ночной атаки.

### Второй ночной бой на хребте

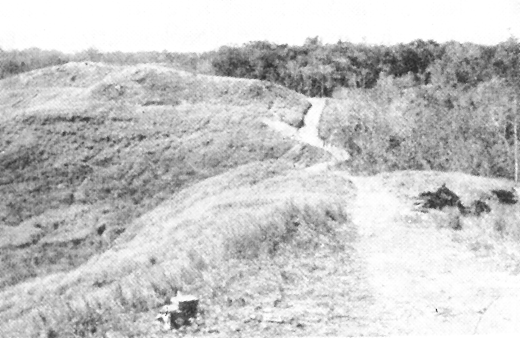
Вид на Высоту 123, вокруг которой Эдсон сконцентрировал свою оборону в бою 13 сентября. Фотография сделана с Высоты 80 в северном направлении.

Ожидая нового нападения японцев следующей ночью, Эдсон приказал своим солдатам укрепить оборонительные позиции на хребте и вокруг него. После неудачных попыток двумя ротами отбить позиции на правом фланге морской пехоты, которые захватили солдаты Кокусё предыдущей ночью, Эдсон перегруппировал свои силы. Он оттянул передний край обороны назад на 400 ярдов (370 м) к линии протяжённостью 1800 ярдов (1 600 м), начинавшейся от реки Лунга и пересекавшей хребет в 150 ярдах (140 м) к югу от Высоты 123. Вокруг и позади Высоты 123 он разместил пять рот. Все атакующие японцы, преодолевшие Высоту 80, должны были пройти около 400 ярдов (370 м) по открытому пространству, чтобы добраться до позиций морской пехоты на Высоте 123. Через несколько часов подготовки морская пехота смогла построить отдельные и небольшие укрепления. У них было мало боеприпасов, только одна или две ручные гранаты на человека. Вандегрифт приказал резерву, который состоял из 2-го батальона 5-го полка морской пехоты (2/5), занять позиции в арьергарде солдат Эдсона. Кроме того, батарея четырёх 105-мм гаубиц 11-го пехотного полка поменяла дислокацию, чтобы иметь возможность вести огонь прямой наводкой на хребте, а артиллерийский наблюдатель занял позицию на передовой линии подразделения Эдсона.
Позднее днём Эдсон, встав на ящик с гранатами, обратился к своим уставшим солдатам со словами:

Вы, солдаты, отлично поработали, и я попрошу вас только об одной вещи. Продержитесь ещё одну ночь. Я знаю, вы не спали уже давно. Но мы ожидаем ещё одну атаку этой ночью, и здесь они могут прорваться. Я имею все основания полагать, что все мы испытаем облегчение утром.
Оригинальный текст (англ.)You men have done a great job, and I have just one more thing to ask of you.  Hold out just one more night.  I know we've been without sleep a long time.  But we expect another attack from them tonight and they may come through here.  I have every reason to believe that we will have reliefs here for all of us in the morning.

Речь Эдсона «подняла дух» рейдеров и помогла им подготовиться морально к ночной схватке.

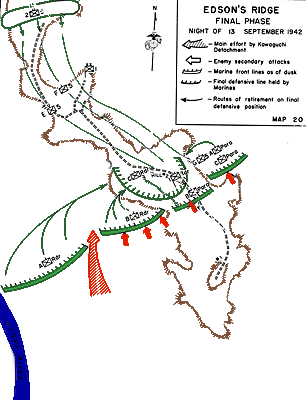
Бой 13 сентября. Японцы атакуют войска Эдсона в маленьком периметре вокруг Высоты 123.

После захода солнца 13 сентября Кавагути противостоял 830 морским пехотинцам Эдсона силами 3 000 солдат своей бригады, и разнокалиберной лёгкой артиллерией. Ночь была тёмной, безлунной. В 21:00 семь японских эсминцев недолго обстреливали хребет. Сразу после сумерек Кавагути отправил свои войска в атаку, батальон Кокусё пошёл в атаку на рейдерскую роту B на правом фланге морской пехоты, с западной стороны хребта. Нападавшие заставили роту B отойти к Высоте 123. Под артиллерийским огнём морской пехоты Кокусё снова собрал свои силы и продолжил атаку. Без остановки на атаку флангов других ближайших подразделений морской пехоты, которые теперь были незащищены, подразделение Кокусё направилось вперёд через болотистые земли между хребтом и рекой Лунга по направлению к аэродрому. Солдаты Кокусё наткнулись на склад продовольствия морской пехоты. Не получая нормального питания уже несколько дней, они остановились «подкрепиться» солдатскими рационами. Кокусё приказал своим солдатам продолжить атаку. Около 03:00 он пошёл во главе их на подразделения морской пехоты у северной части хребта на таком же расстоянии до аэродрома, как до Высоты 123. Последовал тяжёлый бой, Кокусё и 100 его солдат погибли, а атака провалилась.
Тем временем 2-й батальон Кавагути под командованием майора Масао Тамура, собрался для запланированной атаки на Высоту 80 из джунглей к югу от хребта. Наблюдатели морской пехоты заметили приготовления Тамуры и вызвали артиллерийский огонь. Около 22:00 заградительный огонь двенадцати 105-мм гаубиц обрушился на позиции Тамуры. В ответ две роты солдат Тамуры, насчитывавшие около 320 человек, атаковали Высоту 80 с пристёгнутыми штыками под прикрытием огня своих миномётов и разрывов гранат. Атака Тамуры была направлена на роту B парашютного батальона и роту B рейдерского батальона и ударила парашютистов с восточной стороны ниже линии хребта. Чтобы защитить выступающие позиции роте B рейдеров Эдсон приказал немедленно отступить к Высоте 123.
В то же самое время японская рота батальона Ватанабэ просочилась в щель между восточной стороной хребта и парашютной ротой C. Решив, что их позиции стали непригодны для обороны, парашютные роты B и C поднялись на хребет и отступили к позициям позади Высоты 123. В темноте и неразберихе боя отступившие подразделения быстро перепутались и стали неуправляемыми. Несколько морских пехотинцев начали кричать, что японцы используют отравляющие газы, испугав других морских пехотинцев, у которых больше не было противогазов. После прибытия на Высоту 123 некоторые из морских пехотинцев продолжили двигаться дальше к аэродрому, повторяя слово «отступление» всем, кто мог слышать. Другие морские пехотинцы последовали за ними. В тот момент, когда позиции морских пехотинцев на хребте были почти прорваны, и они стали отступать, появились Эдсон, майор Кеннет Д. Бэйли из штаба Эдсона и другие офицеры, которые в «красочных выражениях» приказали морским пехотинцам вернуться на оборонительные позиции у Высоты 123.

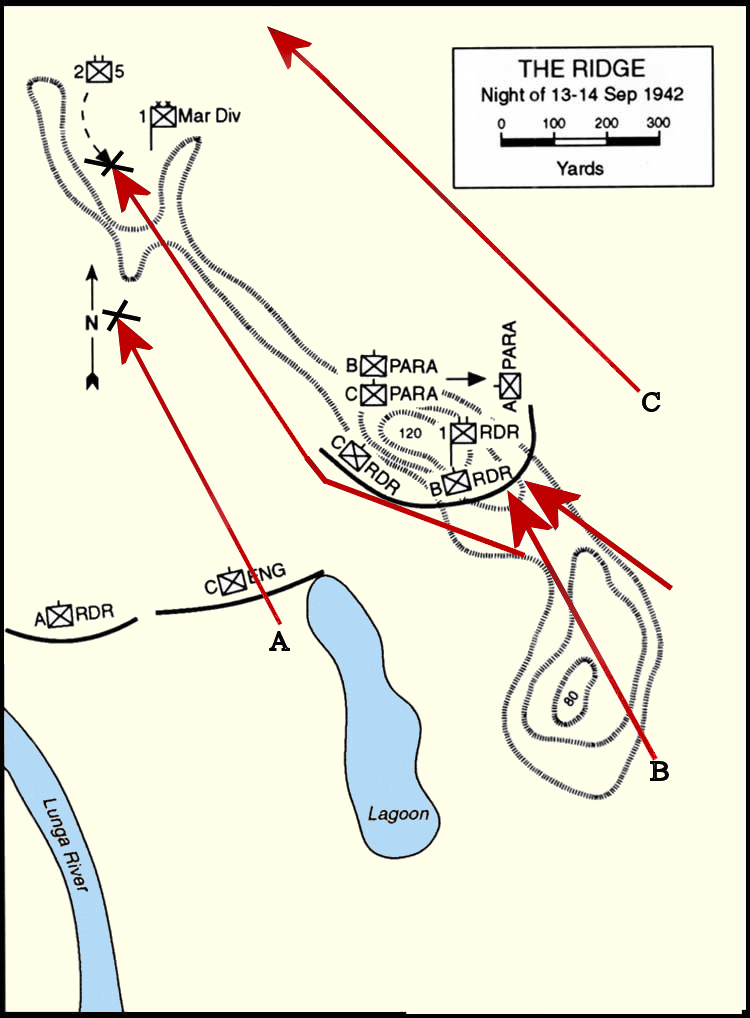
Карта финального этапа сражения на хребте. Красными линиями отмечены японские атаки, чёрными — позиции морской пехоты. «A» — батальон Кокусё, «B» — батальон Тамуры, «C» — просачивание одной роты батальона Ватанабэ.

Так как морская пехота образовала подковообразную линию оборону вокруг Высоты 123, батальон Тамуры начал серию лобовых атак холма по направлениям с седла от Высоты 80 и снизу вверх с восточной стороны хребта. Под светом осветительных снарядов, сброшенных над хребтом на парашютах как минимум одним японским гидросамолётом, морские пехотинцы отбили первые две атаки солдат Тамуры. Солдаты Тамуры подняли 75-мм пушку на вершину Высоты 80 для стрельбы прямой наводкой по морской пехоте. Эта пушка, которая «могла повернуть волну удачи в пользу японцев», тем не менее, не смогла стрелять из-за заклинившего ударника. В полночь, во время короткой передышки во время боя, Эдсон приказал ротам парашютистов B и C атаковать с позиций за Высотой 123, чтобы усилить позиции на левом фланге. С пристёгнутыми штыками парашютисты помчались вперёд, убивая японских солдат, которые захватили линии морской пехоты и, очевидно, готовились атаковать позиции морской пехоты вверх по хребту с фланга, удерживая в тот момент позиции с восточной стороны холма. Морские пехотинцы из других подразделений, в том числе и члены штаба Эдсона, включая майора Бэйли, взяли оружие и гранаты и подвергли обстрелу тех морских пехотинцев в районе Высоты 123, которые бежали слишком медленно. По словам участника боя капитана Уильяма Дж. Маккеннана, «японская атака шла постоянно, как дождь, который капает понемногу, а потом льёт сильнее… Когда одна волна была отброшена — вернее, я считал, что отброшена — вторая поднималась навстречу смерти.»
Японцы ударили по левому флангу Эдсона сразу после того, как парашютисты заняли позицию, но были снова остановлены гранатами и винтовочно-пулемётным огнём. 105-мм и 75-мм гаубицы морской пехоты также наносили большой урон атакующим японцам. Пленённый японский солдат впоследствии сказал, что его подразделение было «уничтожено» артиллерийским огнём, и только 10 % его роты спаслось.
В 04:00, после отражения ещё нескольких атак, некоторые из которых заканчивались рукопашной, и жёсткого снайперского огня с обеих сторон, к бойцам Эдсона присоединились солдаты 2-го батальона 5-го пехотного полка, которые помогли отразить ещё две японские атаки до рассвета. В течение ночи, когда солдаты Кавагути были близки к прорыву обороны морской пехоты, Эдсон продолжал стоять в 20 футах (18 м) от линии обороны морских пехотинцев на Высоте 123, поддерживая солдат и отдавая приказы. Капитан морской пехоты Текс Смит, который находился на позиции, с которой мог видеть Эдсона большую часть ночи, говорил: «Я могу сказать, что если был такой человек, который смог удержать батальон вместе этой ночью, то это был Эдсон. Он стоял рядом с линией обороны — стоял, когда большинство из нас обнимало землю.»
В тяжёлой борьбе части трёх японских рот, в том числе две из батальона Тамуры и одна из батальона Ватанабэ, обошли оборонительные позиции морской пехоты на хребте, неся тяжёлые потери от артиллерийского огня, и вышли к концу «Истребительной Первой», второстепенной взлётно-посадочной полосы аэродрома Хендерсон-Филд. Контратака морских пехотинцев из 1-го инженерного батальона остановила атаку одной японской роты и заставила её отступить. Другие две роты ждали в конце джунглей подкреплений для атаки через открытое пространство вокруг аэродрома. Когда они поняли, что подкреплений не будет, обе роты после рассвета вернулись на первоначальные позиции к югу от хребта. Большая часть оставшихся солдат батальона Ватанабэ не приняла участие в бою, так как ночью потеряла связь со своим командиром.
После восхода солнца 14 сентября небольшие отряды японских солдат оказались рассыпанными по обеим сторонам от хребта. Но в связи с тем, что батальон Тамуры потерял три четверти своего состава, а другие атакующие подразделения также понесли большие потери, наступление Кавагути на хребет фактически завершилось. Около 100 японских солдат всё ещё оставались на южном склоне Высоты 80, возможно, ожидая ещё приказа к ещё одной атаке на Высоту 123. С первыми лучами солнца три самолёта армии США из 67-й истребительной эскадрильи с Хендерсон-Филд, действуя по запросу, персонально доставленному Бэйли, атаковали японцев у Высоты 80 и убили большинство из них, немногие спасшиеся отступили в джунгли.

### Атаки подразделения «Кума» и отряда Оки
Во время наступления на хребет, подразделение Кавагути «Кума» и отряд Акиносукэ Оки также атаковали оборонительные позиции морской пехоты с восточной и западной сторон периметра Лунга. Батальон «Кума» под командованием майора Такэси Мидзуно, атаковал юго-восточный сектор периметра Лунга, который защищали бойцы 3-го батальона 1-го полка морской пехоты (3/1). Атака Мидзуно началась около полуночи, одна рота атаковала сквозь плотный артиллерийский огонь и вступила в рукопашный бой с оборонявшимися морскими пехотинцами, прежде чем были отброшены назад. Мидзуно погиб в этой атаке. После рассвета морские пехотинцы, полагавшие, что оставшаяся часть батальона Мидзуно всё ещё рядом, отправили шесть лёгких танков без поддержки пехоты чтобы захватить плацдарм перед оборонительной линией морской пехоты; четыре японские 37-мм противотанковые пушки уничтожили или обезвредили три из них. После того, как танкисты покинули горящие танки, некоторые члены экипажей повреждённых танков были заколоты штыками японцами. Один танк свалился с насыпи в реку Тенару, экипаж утонул.
В 23:00 14 сентября остатки батальона «Кума» провели ещё одну атаку на те же позиции морских пехотинцев, но снова были отброшены. Финальная «слабая» атака подразделения «Кума» вечером 15 сентября также была отражена.
Подразделение Оки численностью 650 человек атаковало морских пехотинцев в нескольких местах на западной стороне периметра Лунга. Около 04:00 14 сентября две японские роты атаковали позиции 3-го батальона 5-го пехотного полка (3/5) около берега и были отброшены с тяжёлыми потерями. Ещё одна японская рота захватила небольшой хребет, но была обстреляна артиллерией морской пехоты в течение дня и понесла большие потери до того, как отступила вечером 14 сентября. Остальная часть подразделения Оки не смогла найти линии морских пехотинцев и не приняла участие в атаке.

## Последующие события

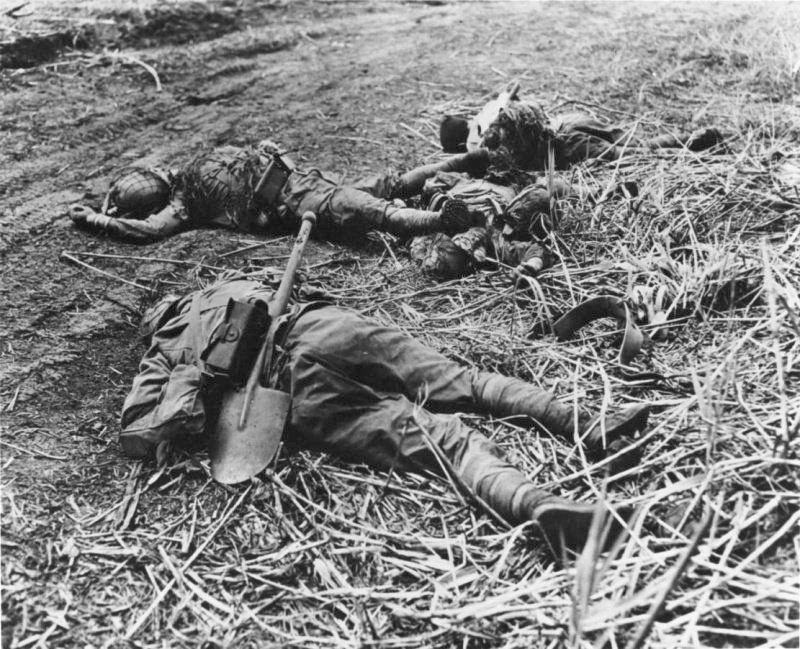
Мёртвые японские солдаты лежат на хребте около Высоты 123 после боя.

В 13:05 14 сентября Кавагути отвёл выживших солдат из своей бригады подальше от хребта далеко в джунгли, где они отдыхали и занимались уходом за ранеными весь следующий день. Затем подразделениям Кавагути было приказано отойти на запад к долине реки Матаникау и соединиться с подразделением Оки в 6 милях (10 км) пути по труднопроходимой местности. Солдаты Кавагути начали поход утром 16 сентября. Почти каждый солдат, способный идти, помогал нести раненых. Во время перехода истощённые и голодные солдаты, которые съели свои последние рационы 14 сентября, начали бросать своё тяжёлое вооружение, а вскоре даже винтовки. Ко времени, когда большинство из них дошли до позиций Оки в Кокумбоне пять дней спустя, только половина из них ещё могла нести оружие. Солдаты батальона «Кума», пытаясь следовать за основными силами Кавагути, заблудились и пробирались целых три недели по джунглям и едва не умерли от голода, когда наконец достигли лагеря Кавагути.
В общей сложности потери войска Кавагути составили около 830 погибших в наступлении, в том числе 350 из батальона Тамуры, 200 из батальона Кокусё, 120 из солдат Оки, 100 из батальона «Кума» и 60 из батальона Ватанабэ. Впоследствии неизвестное количество раненых погибло во время перехода к Матаникау. На хребте и около него морские пехотинцы насчитали 500 мёртвых японцев, в том числе 200 на склонах Высоты 123. Потери морских пехотинцев составили 80 человек убитыми с 12 по 14 сентября.
17 сентября Вандегрифт отправил две роты из 1-го батальона 1-го полка морской пехоты (1/1) на преследование отступающих японцев. Морские пехотинцы попали в засаду двух рот арьергарда отступавших японских войск, и один взвод морских пехотинцев был обстрелян, а остальные морские пехотинцы отошли. Командир роты морских пехотинцев запросил разрешения попытаться спасти взвод, но Вандегрифт запрос отклонил. В сумерках японцы уничтожили почти весь взвод, убив 24 морских пехотинцев, и только несколько раненых солдат спаслось. 20 сентября патруль рейдеров Эдсона обнаружил отставших от колонны отступающих солдат Кавагути и вызвал артиллерийский огонь, было уничтожено 19 японцев.
В то время как японцы перегруппировывались к западу от Матаникау, американцы сосредоточились на восстановлении и укреплении обороны периметра Лунга. 14 сентября Вандегрифт переправил ещё один батальон, 3-й батальон 2-го полка морской пехоты (3/2) с Тулаги на Гуадалканал. 18 сентября морской конвой союзников доставил 4 157 человек из 3-й Временной бригады морской пехоты (7-й полк морской пехоты, с частями усиления) на Гуадалканал. Эти подкрепления позволили Вандегрифту, начиная с 19 сентября, организовать непрерывную линию обороны по периметру Лунга. Впоследствии войска Вандегрифта встретились с японцами в районе Матаникау 23-27 сентября и 6-9 октября.

## Значение сражения

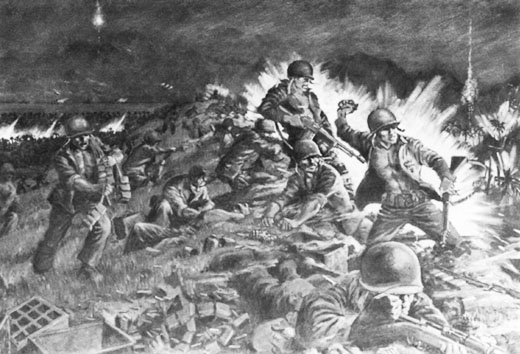
Рисунок офицера морской пехоты, участника Гуадалканальской кампании, на котором изображена оборона морской пехотой Высоты 123 во время боя.

15 сентября генерал Хякутакэ в Рабауле изучил донесения о поражении Кавагути, первого поражения такого крупного подразделения Императорской армии в этой войне. Генерал передал новости в Генеральный штаб в Японию. На чрезвычайном совещании верховные командующие японской армии и флота заключили, что «Гуадалканал, возможно, превратился в генеральное сражение войны.» Результаты сражения начали иметь стратегическое влияние на японские военные операции в других частях Тихого океана. Хякутакэ понял, из-за того, что нужно послать достаточное количество солдат и снабжения для борьбы с войсками Союзников на Гуадалканале, он не может более поддерживать крупное японское наступление на Кокодском тракте на Новой Гвинее. Хякутакэ, согласовав решение с Генеральным штабом, приказал своим войскам в Новой Гвинее, которые были уже в 30 милях (48 км) от своей цели — Порт-Морсби, отойти, пока не будет решена проблема Гуадалканала. Японцы больше никогда не смогли возобновить своё наступление на Порт-Морсби; поражение на хребте Эдсона внесло вклад не только в японское поражение в Гуадалканальской кампании, но и в войне в южной части Тихого океана.
После доставки дополнительных сил в течение нескольких последующих месяцев, японские войска под командованием Хякутакэ предприняли крупное наступление на Гуадалканале в конце октября 1942 года, завершившееся сражением за Хендерсон-Филд, результатом которой стало сокрушительное поражение японцев. Вандегрифт позднее писал, что наступление Кавагути на хребет в сентябре был единственным разом за всю кампанию, когда у него были сомнения в результате боя, так как он считал, что «мы должны были находиться в очень плохом положении.» Историк Ричард Б. Фрэнк добавлял: «Японцы никогда не были так близки к победе на острове, чем в сентябре 1942, на хребте, который подпирают джунгли к югу от критически важного аэродрома, который после этого стал известен как Кровавый хребет.»